# پرت (داکوتای شمالی)
پرت(به انگلیسی: Perth) شهری در ایالت داکوتای شمالی کشور ایالات متحده آمریکا است که جمعیت آن در سرشماری سال ۲۰۱۰ میلادی، ۹ نفر بوده‌است.